# Circle X
Circle X est un groupe de post-punk américain, originaire de Louisville, dans le Kentucky. Il est formé en 1978 et séparé en 1995. Il se reforme brièvement pour une performance en 2017.

## Biographie
Circle X est formé à la fin des années 1970 à Louisville, dans le Kentucky,. Peu de temps après le groupe s'installe à New York et entre en contact avec des membres prééminents de la scène no wave alors en pleine ébullition,.
D'écoute difficile, le groupe ne bénéficie que d'une visibilité très limitée. Leur musique, hypnotique et extrêmement élaborée mais donnant une forte impression d'aléatoire due à la superposition saugrenue de nombreuses sonorités, mène une exploration des possibilités de jeu offertes par les instruments traditionnels du rock. Certains y voient une utilisation de l'espace sonore préfigurant le post-rock des années 1990. Le groupe se délocalise à Dijon, en France, tournant pendant neuf mois avec leur nouvel agent artistique, Bernard Zekri. Le groupe attire l'intérêt du grand public tandis qu'il écrit de nouvelles chansons. Un EP homonyme quatre pistes, pour le label Celluloid Records, est publié en 1980. Plus tard, le groupe revient à New York, où il enregistre son premier album, Prehistory, en 1981. L'album ne sera pas publié avant 1983, après un consortium entre Enigma et Index Records.
Pendant la décennie qui suit, le groupe recrute le batteur Mike McShane et la violoniste Lois Dilivio, tandis que le groupe commence des performances artistiques complexes s'associant avec les réalisateurs Bradley Eros et Jeanne Liotta. En 1989, le groupe publie un livre en limité intitulé Anti-Utopia. En 1992, le batteur Martin Koeb se joint à Pinotti, Witsiepe, et Letendre pour un vinyle de plusieurs singles publié chez Matador Records, American Gothic et Lungcast Records, intitulé The Ivory Tower. En 1994, Circle X publie un deuxième album, Celestial, chez Matador. Le groupe se sépare en 1995 après le décès du membre fondateur et guitariste Bruce Witsiepe des suites de complications liées au SIDA.
Circle X se reforme avec Letendre, Pinotti, Dilivio, Byron Stevens, Michael Evans, pour le festival Cropped Out VII en 2017.

## Membres
- Tony Pinotti - chant, guitare
- Bruce Witsiepe - guitare
- Rik Letendre - guitare, basse
- Dave Letendre - batterie (jusque dans les années 1990)
- Martin Kob - batterie

## Discographie

### Albums studio
- 1983 : Prehistory (Enigma Records ; réédité en format CD en 2008 par Blue Chopstick, le label de David Grubbs[4])
- 1994 : Celestial (Matador Records)

### EP
- 1980 : Circle X
- 1994 : Frammenti de Junk

### Album live
- 2009 : Live in Dijon '79